# Șanțul sinusului sigmoidian
Șanțul sinusului sigmoidian (Sulcus sinus sigmoidei) este un șanț larg având forma de S situat în fosa craniană posterioară, și are trei porțiuni: șanțul sinusului sigmoidian al osului parietal (Sulcus sinus sigmoidei ossis parietalis) de pe fața internă a unghiului mastoidian al osului parietal, fiind aici o continuare a capătului lateral al șanțului sinusului transvers (Sulcus sinus transversi) de pe osul occipital; apoi se  continue anterior cu șanțul sinusului sigmoidian al osului temporal (Sulcus sinus sigmoidei ossis temporalis) de pe fața internă a mastoidei osului temporal, unde se curbează inferior și medial și trece în șanțul sinusului sigmoidian al osului occipital (Sulcus sinus sigmoidei ossis occipitalis) de pe partea laterală a scuamei occipitalului, unde se termină în dreptul găurii jugulare (Fossa jugularis). Conține sinusul sigmoid (Sinus sigmoideus).